# Загоскины
Загоскины — русский дворянский род.
При подаче документов в 1686 году, для внесения рода в Бархатную книгу, была предоставлена родословная роспись Загостиных.
Род внесён в VI, II и III части родословных книг Калужской, Костромской, Курской, Московской, Новгородской, Орловской, Пензенской, Рязанской, Смоленской и Тверской губерний.

## Происхождение и история рода
Род происходит от татарина Шевкала Загоря (в крещении Александр Анбулатович, прозванием Загоска), выехавшего из Золотой Орды в 1472 в Москву и получившего от Иоанна III вотчины в Новгородской области.
Из его потомков некоторые были стряпчими, московскими дворянами и воеводами. Из этого рода происходил Михаил Николаевич Загоскин.
Дочь Шведского генерала Эссена, взята в плен под Нарвою и подарена Петром I — царице Марфе Матвеевне, которая крестила её, дала ей имя Марфы Андреевны, а потом отдала в замужество за Лаврентия Алексеевича Загоскина (ум. 1764, 8-е колено от Шевкала). Петр I был на свадьбе посаженным отцом и благословил образом, который хранился, как святыня, в семействе Загоскиных.

## Известные представители
- Загоскин Фёдор Дмитриевич - стольник патриарха Филарета (1627-1629), стряпчий (1636-1640), московский дворянин (1640).
- Загоскин Антон Павлович - московский дворянин (1627-1629) (ум. 1635).
- Загоскин Иван Андреевич - московский дворянин (1627-1640).
- Загоскин Никифор Иванович - воевода на Урени (1684), стряпчий (1684-1692).
- Загоскин Данила Никифорович - воевода в Кологриве (1685).
- Загоскин Дмитрий Федорович - обозный стольник в Крымском походе (1687) и воевода в Нерехте (1684).
- Загоскин Александр Дмитриевич - стольник, убит под Смоленском (1634)[3].
- Загоскин Никифор Васильевич - московский дворянин (1679).
- Загоскин Дмитрий Фёдорович - стряпчий (1683), стольник (1686-1692).
- Загоскин Никифор Иванович - стряпчий (1683-1692).
- Загоскин Данила Никифорович - стольник (1687-1692)[4].
- Из представителей рода известность получили: троюродные братья Лаврентий Алексеевич (1808-1890), Михаил Николаевич (1789—1852) Загоскины. Родные братья Сергей (1836-1904) и Илидор (1851-1919) Загоскины (их отец, Илиодор Николаевич, был братом Михаила Николаевича), а также Николай Павлович Загоскин (1851-1912).